# 랙원
랙원(Raekwon, 본명: Corey Woods, 1972년 1월 12일 ~ )은 미국의 래퍼이다. 또한 힙합 그룹 우 탱 클랜의 멤버이다.

## 앨범
- Only Built 4 Cuban Linx... (1995)
- Immobilarity (1999)
- The Lex Diamond Story (2003)
- Only Built 4 Cuban Linx... II (2009)